# Phthonosema serratilinearia
Phthonosema serratilinearia är en fjärilsart som beskrevs av John Henry Leech 1897. Phthonosema serratilinearia ingår i släktet Phthonosema och familjen mätare. Inga underarter finns listade i Catalogue of Life.